# Карчувек (Лодзинське воєводство)
Карчувек (пол. Karczówek) — село в Польщі, у гміні Шадек Здунськовольського повіту Лодзинського воєводства.
Населення — 170 осіб (2011).
У 1975—1998 роках село належало до Серадзького воєводства.

## Демографія
Демографічна структура станом на 31 березня 2011 року:
|          | Загалом | Допрацездатний вік | Працездатний вік | Постпрацездатний вік |
| -------- | ------- | ------------------ | ---------------- | -------------------- |
| Чоловіки | 93      | 19                 | 67               | 7                    |
| Жінки    | 77      | 12                 | 45               | 20                   |
| Разом    | 170     | 31                 | 112              | 27                   |